# O Triunvirato Consular Francês estabelecendo a nova Constituição (charge)

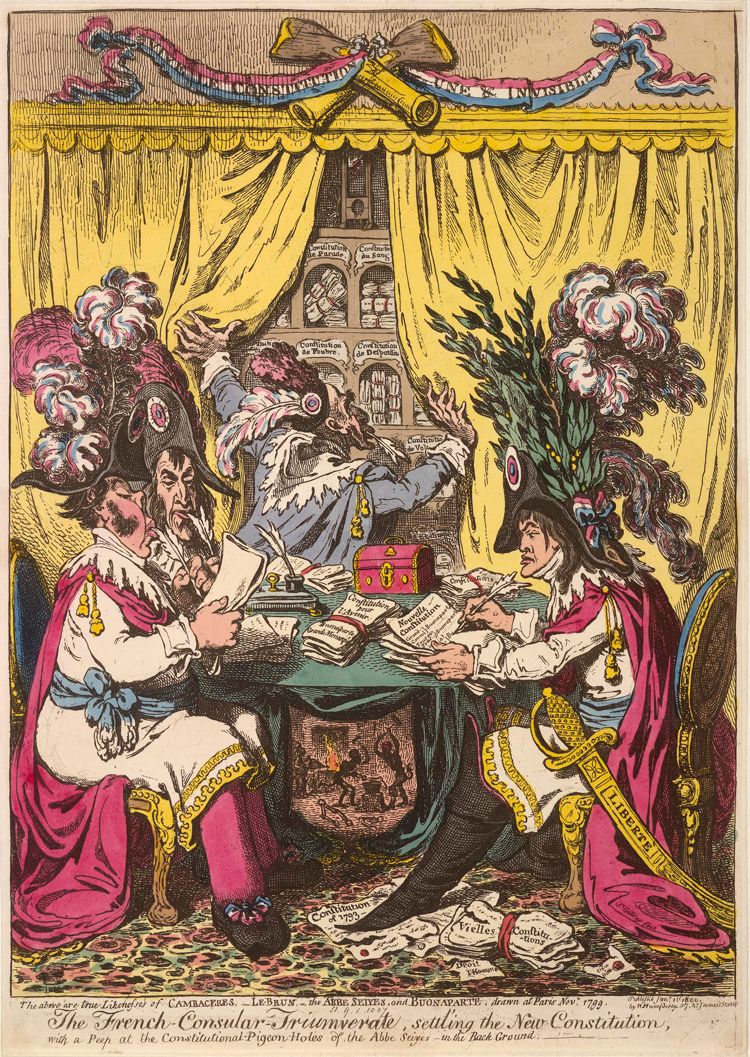
O Triunvirato Consular Francês estabelecendo a nova Constituição, charge de James Gillray (1800).

O Triunvirato Consular Francês estabelecendo a nova Constituição (no original, The French-Consular-Triumverate, settl'ing the new Constitution) é uma charge do caricaturista britânico James Gillray produzida em 1800. Na charge, o autor satiriza o novo governo francês estabelecido após o Golpe de 18 de Brumário (09 de novembro de 1799) e a produção de uma nova constituição para a França – a quarta desde o início da Revolução Francesa.

## Contexto
A gravura de James Gillray, importante caricaturista político da época, foi publicada em Londres no primeiro dia de 1800, menos de duas semanas após o bem sucedido golpe de Estado de Napoleão Bonaparte e poucos dias após o preparo da Constituição Francesa de 1799 (Ano VIII), sob a supervisão do Abade Sieyès, um dos arquitetos do golpe e membro do primeiro Consulado Francês.
Embora seja considerada propaganda britânica hostil visando o inimigo do outro lado do Canal da Mancha, a charge de Gillray, como toda propaganda, contém um elemento de verdade, embora exagerado. Como lembraram alguns observadores franceses na época, Napoleão, de fato, conscientemente empregava e moldava constituições para promover e legitimar seu poder, tanto dentro quanto fora da França.

## Charge
A gravura apresenta quatro figuras proeminentes em uma sala parisiense sombria e exageradamente decorada. Entre elas estão dois juristas ilustres: Jean-Jacques-Régis de Cambacérès, futuro elaborador do Código Napoleônico, e Charles-François Lebrun, destinado a governar a Holanda ocupada e a fundar o Banco da França. Acompanha-os o Abade Emmanuel Joseph Sieyès, sacerdote católico e pensador político, principal arquiteto da Constituição Francesa de 1791 e um dos redatores do Projeto Constitucional Girondino e da Constituição Francesa de 1795 (Ano III).
No entanto, é Napoleão, o quarto personagem de Gillray, quem assume o centro das atenções. Mais esguio do que Lebrun, e especialmente em comparação com o robusto Cambacérès, suas botas pontiagudas contrastam agudamente com os pés deformados deste último. Ele é o único a usar uma espada e, mais ainda, a redigir ativamente um documento intitulado "nouvelle Constitution" sobre a mesa, preenchendo cada linha com uma única palavra: "Bonaparte".
Gillray se inspira nas ideias do filósofo irlandês Edmund Burke, que criticava veementemente a Revolução Francesa e os métodos franceses de elaboração constitucional. Em sua obra, Gillray explora o que considera um absurdo, tentar reestruturar um Estado segundo ideologias novas e puramente teóricas, ridicularizando a noção de que uma nação pudesse ser transformada simplesmente pelo papel.

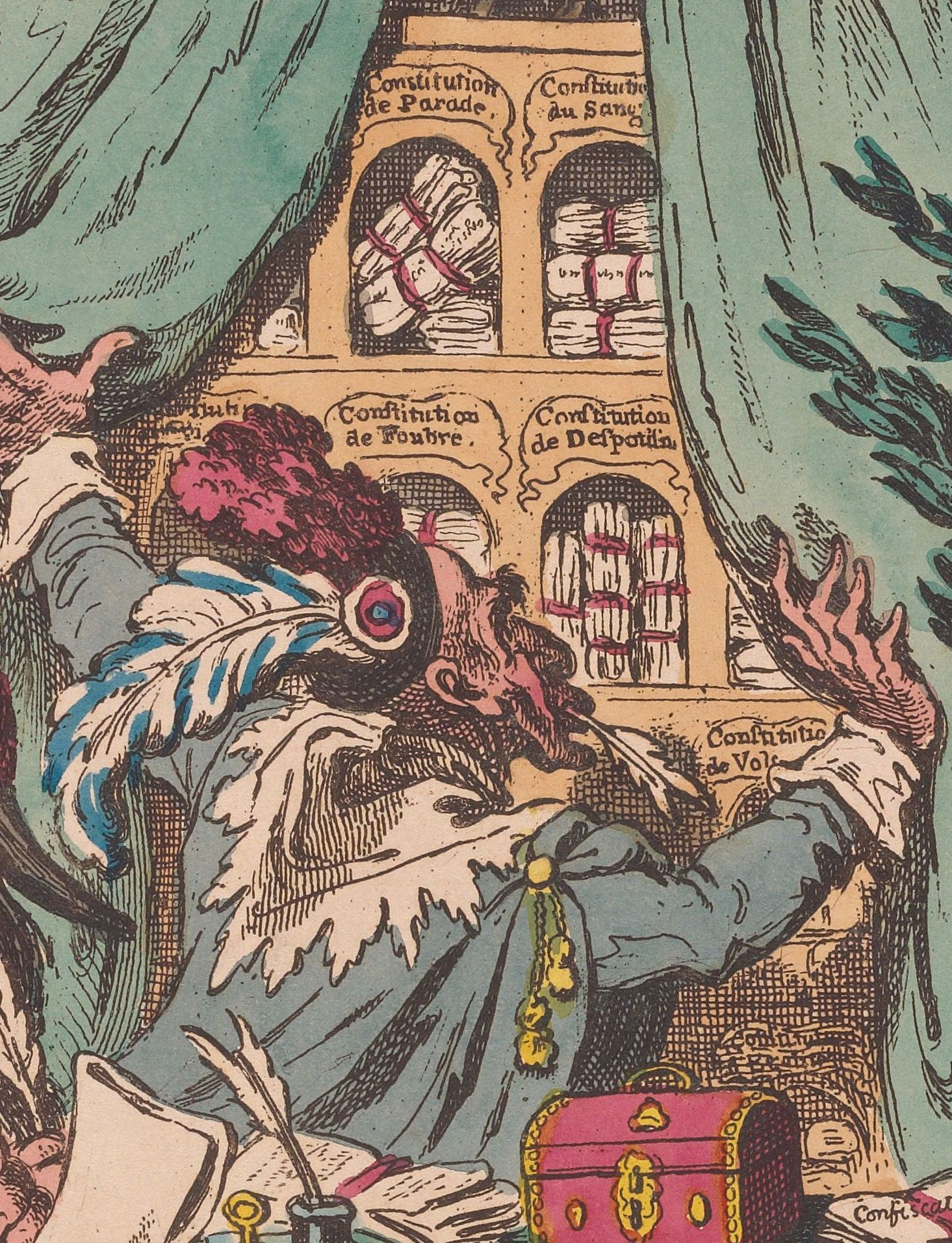
O Abade Sieyès e suas constituições em detalhe da charge de James Gillray (1800).

Na gravura, a figura de Sieyès, arquiteto do golpe de Napoleão, ilustra esse argumento. Representado como um intelectual esquelético, com uma pena nos lábios, ele é empurrado para o fundo da cena por conspiradores mais sofisticados. Ao puxar uma cortina, revela fileiras de escaninhos de madeira repletos de rascunhos de constituições, aludindo à crítica mordaz que Edmund Burke fez em um panfleto de 1796, em que satiriza o excesso de experimentação constitucional dos franceses:
O abade Sieyès tem ninhadas de escaninhos repletos de constituições já prontas, etiquetadas, classificadas e numeradas; apropriadas para todas as estações e para todos os caprichos […]. Algumas com conselhos de anciãos e conselhos de meninos; algumas sem nenhum tipo de conselho. Algumas nas quais os eleitores escolhem os representantes; outras nas quais os representantes escolhem os eleitores […]. De modo que nenhum entusiasta das constituições sai da loja insatisfeito, desde que adore um modelo de pilhagem, opressão, prisão arbitrária, confisco, exílio, julgamento revolucionário e assassinato premeditado legalizado.
Assim, Gillray associa a produção constitucional de Napoleão à violência armada desenfreada. Observando atentamente, nota-se, no alto da charge, que a fita tricolor com o lema "Vive le constitution" está enrolada em dois bacamartes, antecessores das espingardas modernas. Os louros das vitórias militares adornam o chapéu de Napoleão, enquanto sua bota pisoteia a Constituição Francesa de 1793 (Ano I), radical e igualitária, mas nunca implementada de fato.
A palavra "liberté" aparece ironicamente apenas na inscrição da espada de Napoleão. Debaixo da mesa, uma cena paralela se desenrola no Inferno, onde demônios forjam correntes com violência. Assim, na interpretação de Gillray, Napoleão e seus aliados fabricam constituições autoritárias, criando com elas correntes de opressão.